# Michael Michaelsen
Pour les articles homonymes, voir Michaelsen.
Michael Michaelsen (né le 11 avril 1899 à Sundby et mort le 13 août 1970  à Frederiksberg) est un boxeur danois.

## Carrière
Il remporte la médaille de bronze dans la catégorie poids lourds aux Jeux olympiques d'Amsterdam en 1928. Après une victoire face à Georges Gardebois, Michaelsen perd en demi-finale contre l'argentin Arturo Rodríguez. Sa carrière amateur est également marquée par un titre de champion d'Europe à Budapest en 1930 qui fait suite à une médaille de bronze à Berlin en 1927.

## Palmarès

### Jeux olympiques
- Jeux olympiques d'été de 1928 à Amsterdam[1] (poids lourds)